# Sirdarjo (provincie)
Sirdaryo is een provincie (viloyat) van Oezbekistan.
Sirdaryo telt naar schatting 795.000 inwoners op een oppervlakte van 5100 km².

## Demografie
Sirdaryo telt ongeveer 795.000 inwoners (2017).
In 2017 werden er in totaal kinderen 17.600 geboren. Absoluut gezien worden er in Sirdaryo het minst aantal kinderen geboren. Het geboortecijfer bedraagt 22,1‰. Er stierven in dezelfde periode 4.000 mensen. Het sterftecijfer bedraagt 5,0‰. De natuurlijke bevolkingstoename is +13.600 personen, ofwel +17,1‰.  
De gemiddelde leeftijd is 27,3 jaar (2017). De gemiddelde leeftijd is lager dan de rest van Oezbekistan. 
Andizan · Buchara · Fergana · Jizzax · Namangan · Navoiy · Qashqadaryo · Samarkand · Sirdarjo · Surxondaryo · Tasjkent · Xorazm

Stad: Tasjkent

Autonome republiek: Karakalpakstan